# ديريك مور
ديريك مور (بالإنجليزية: Derrick Moore)‏ هو لاعب كرة قدم أمريكية أمريكي، ولد في 13 أكتوبر 1967 في ألباني في الولايات المتحدة.

## وصلات خارجية
- ديريك مور على موقع مرجع كرة القدم المحترفة.كوم (الإنجليزية)